# All inclusive-resa

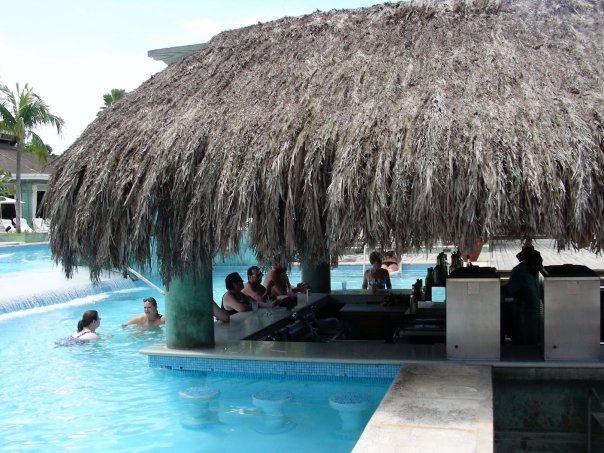
All inclusive i Jamaica.

All inclusive, eller allt inkluderat, används inom resebranschen som ett uttryck för främst mat och dryck som ingår i resan och med mer inkluderat än vad som ingår i helpension. Det kan även vara obegränsade drycker, snacks och aktiviteter. Trots namnet finns det ofta undantag som inte ingår i all inclusive, vilket varierar. De svenska resebolagen använder det uttrycket "all inclusive" framför det svensköversatta alternativet "allt inkluderat".

## Omfattning
I en all inclusive-resa ingår i regel frukost, lunch, middag och glass eller snacks. Vanligtvis är det fråga om bufféservering med ett begränsat urval av maträtter. Måltiderna kan också vara begränsade till vissa tider på dygnet. På de allra flesta all inclusive-hotell ingår vanliga måltidsdrycker. Exklusivare all inclusive, ibland kallat "ultra all inclusive", kan även inkludera exempelvis à la carte, cocktailar och andra spritdrycker samt fler aktiviteter såsom spa-behandlingar.

## Fördelar och nackdelar
En fördel med all inclusive är att man inte behöver räkna lika mycket på utgifterna. En annan är att det ofta underlättar för större sällskap, då det exempelvis kan vara svårt att hitta många lediga platser på lokala restauranger. En nackdel är att många resenärer med all inclusive väljer att stanna på hotellet istället för att spendera pengar utanför hotellet, vilket missgynnar lokalbefolkningen och turistnäringen på resorten. En annan nackdel är att all inclusive vanligen endast inkluderar ett begränsat utbud av maträtter och att standarden kan variera.

## Historik
All inclusive-resor i enklare form började under 1950- och 1960-talen. Det kända formatet startade 1977 i Jamaica under namnet "super-inclusive". Under 1990-talet dök all inclusive upp på den svenska marknaden till resorts i Karibien men främst i Dominikanska Republiken och den venezuelanska ön Isla Margarita.